# Pseudocyphellaria coronata
Pseudocyphellaria coronata är en lavart som först beskrevs av Johannes Müller Argoviensis, och fick sitt nu gällande namn av Malme. Pseudocyphellaria coronata ingår i släktet Pseudocyphellaria och familjen Lobariaceae.   Inga underarter finns listade i Catalogue of Life.